# Пјана ди Ноче (Пиза)
Пјана ди Ноче је насеље у Италији у округу Пиза, региону Тоскана.
Према процени из 2011. у насељу је живело 2 становника. Насеље се налази на надморској висини од 10 м.